# Парламентські вибори у Великій Британії 2010
Вибори до палати общин у Великій Британії відбулись 6 травня 2010 року за мажоритарною системою. Було обрано 649 депутатів із 650: в окрузі Thirsk and Malton вибори відбулися 27 травня через смерть одного з кандидатів. 306 депутатських мандатів здобула Консервативна партія, 258 — Лейбористська партія, 57 — Ліберальні демократи. 28 місць здобули інші партії. За підсумками виборів жодна партія не здобула більшості в Палаті общин, а отже, не може сформувати однопартійний уряд, що змушує провідні політичні сили формувати коаліцію. Зелена партія Ангілії та Уельсу та партія «Альянс» увійшли до складу парламенту вперше.
Як наслідок поразки лейбористів, лідер партії та прем'єр-міністр Великої Британії Ґордон Браун пішов у відставку з керівних посад у партії та уряді. 11 травня 2010 року прем'єр-міністром країни став лідер консерваторів Девід Камерон.

## Результати
Результати голосування
| Партія | Партія                                      | Голоси              | Кандидати | Місця | Δ з 2005 |
| ------ | ------------------------------------------- | ------------------- | --------- | ----- | -------- |
|        | Консервативна партія                        | 10 726 614 (36,1 %) | 631       | 307   | ▲ 97     |
|        | Лейбористська партія                        | 8 609 527 (29,0 %)  | 631       | 258   | ▼ 91     |
|        | Ліберальні демократи                        | 6 836 824 (23,0 %)  | 631       | 57    | ▼ 5      |
|        | Демократична юніоністська партія            | 168 216 (0,6 %)     | 16        | 8     | ▼ 1      |
|        | Шотландська національна партія              | 491 386 (1,7 %)     | 59        | 6     | ▬        |
|        | Шинн Фейн                                   | 171 942 (0,6 %)     | 17        | 5     | ▬        |
|        | Партія Уельсу                               | 165 394 (0,6 %)     | 40        | 3     | ▲ 1      |
|        | Соціал-демократична і лейбористська партія  | 110 970 (0,4 %)     | 18        | 3     | ▬        |
|        | Зелена партія Англії та Уельсу              | 285 616 (1,0 %)     | 310       | 1     | ▲ 1      |
|        | Партія «Альянс»                             | 42 762 (0,1 %)      | 18        | 1     | ▲ 1      |
|        | Інші                                        | 319 891 (1,1 %)     |           | 1     |          |
|        | Партія незалежності Об'єднаного Королівства | 917 832 (3,1 %)     | 573       | 0     | ▬        |
|        | Британська національна партія               | 563 743 (1,9 %)     | 338       | 0     | ▬        |
|        | Ольстерська юніоністська партія             | 102 361 (0,3 %)     | 17        | 0     | ▼ 1      |
|        | Всього                                      | 29.691.380          |           | 650   |          |